# Мадерно, Стефано
Стефано Мадерно (итал. Stefano Maderno, ок. 1570, Палестрина, Лацио — 17 сентября 1636, Рим) — скульптор итальянского барокко ломбардской школы. Брат архитектора римского барокко Карло Мадерна (Мадерно).

## Биография
Семья архитектора Карло и скульптора Стефано происходит из местечка Каполаго на берегу озера Лугано в Тессинском кантоне итальянской Швейцарии. Однако в свидетельстве о смерти скульптора указано место его рождения — Палестрина, а сам он подписал барельеф в Капелле Паолина базилики Санта-Мария-Маджоре: «STEPHANVS MADERNVS ROMANVS F» (Стефано Мадерно из Рима сделал [это]).

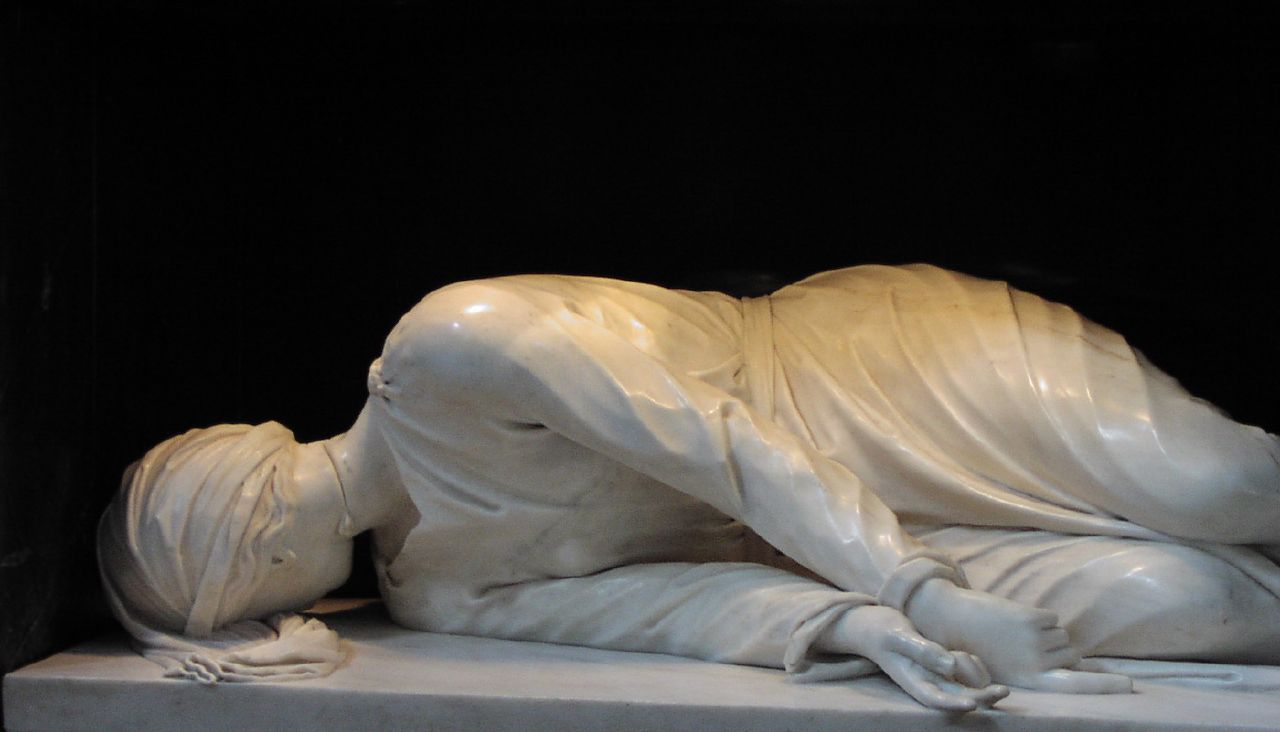
Мученичество Святой Цецилии. 1599—1600. Мрамор. Церковь Санта-Чечилия-ин-Трастевере, Рим

Стефано родился в семье Антонио и Франческо Фраска около 1570 года, а не в 1576 году, как считалось ранее. В 1596 году Стефано завершил пятилетний период обучения у фламандского скульптора Никколо д’Арраса, одного из наиболее авторитетных художников того времени, работавшего в базилике Санта-Мария-Маджоре в Риме. Вероятно, вместе с ним Стефано Мадерно начал заниматься реставрацией эллинистических статуй и созданием новых по их образцам.
Стефано был женат и у него было шестеро детей: Лоренцо, Андреа, Анджело, Франческа, Катерина и Мария. Мадерно скончался в Риме в своём доме на улице Виа деи Понтефики и был похоронен в церкви Сан-Лоренцо-ин-Лучина (la chiesa di S. Lorenzo in Lucina) 17 сентября 1636 года.

## Творчество
Самое знаменитое произведение Стефано Мадерно такого рода, мраморная скульптура Святой Чечилии (Цецилии) — лежащая фигура, облачённая в прилегающую к телу тунику с натуралистически трактованными складками в подражание античным статуям (1599—1600). Скульптура находится перед алтарём церкви Санта-Чечилия-ин-Трастевере в нише из чёрного мрамора. Считается, что изображение святой повторяет положение и очертания тела, найденного в 1599 году в гробнице катакомб святого Каллиста. Нетленные мощи святой поместили в крипте церкви святой Цецилии в Трастевере. Скульптор Мадерно был свидетелем этого события. Именно тогда кардинал-священник Паоло Эмилио Сфондрати поручил ещё молодому и неопытному скульптору создать тело святой мученицы из мрамора.
После этого успеха Мадерно выполнял другие заказы, в основном скульптуру для надгробий в разных храмах Рима: статую «Благоразумия» для гробницы Микеле Бонелли в церкви Санта-Мария-сопра-Минерва, барельефы для Капеллы Паолина в Санта-Мария-Маджоре (1608—1615), статую святого Карло Борромео для церкви Сан-Лоренцо-ин-Дамазо, фигурки путти для Сикстинской капеллы Санта-Мария-Маджоре.
С 1606 года Стефано Мадерно входил в большую группу художников, которые занимались постройками семьи Боргезе в базилике Санта-Мария-Маджоре, а также работами для Квиринальского дворца, где Мадерно выполнил лежащую фигуру Святого Петра на фронтоне фасада. Он создал также две аллегорические скульптуры, изображающие Мир и Справедливость, для алтаря трибуны церкви Санта-Мария-делла-Паче. В церкви Санта-Мария-ди-Лорето он сделал две статуи ангелов в натуральную величину и многое другое.
В 1607 году Мадерно был избран в Академию Святого Луки. Стефано Мадерно стал выдающимся скульптором своего поколения, искусно совмещая элементы маньеризма и барокко, с ним соперничал только Камилло Мариани, но в последние годы славу Мадерно сумел затмить блистательный успех Джан Лоренцо Бернини.
Мадерно изготавливал небольшие статуэтки из бронзы и терракоты. В Санкт-Петербургском Эрмитаже есть несколько боццетти — скульптурных эскизов из терракоты, происходящих из коллекции Филиппо Фарсетти в Венеции. Российский император Павел I приобрёл коллекцию Фарсетти в 1800 году (перевод в Санкт-Петербург был завершён в 1805 году при императоре Александре I).
Одна из терракот Эрмитажа — вариант гипотетической реставрации античной скульптурной группы «Лаокоон и его сыновья» из Ватикана, другая — вариация на тему Геркулеса Фарнезе, третья — Пьета (святой Никодим держит тело мёртвого Христа на коленях) — ответ на Пьету Микеланджело.

## Галерея

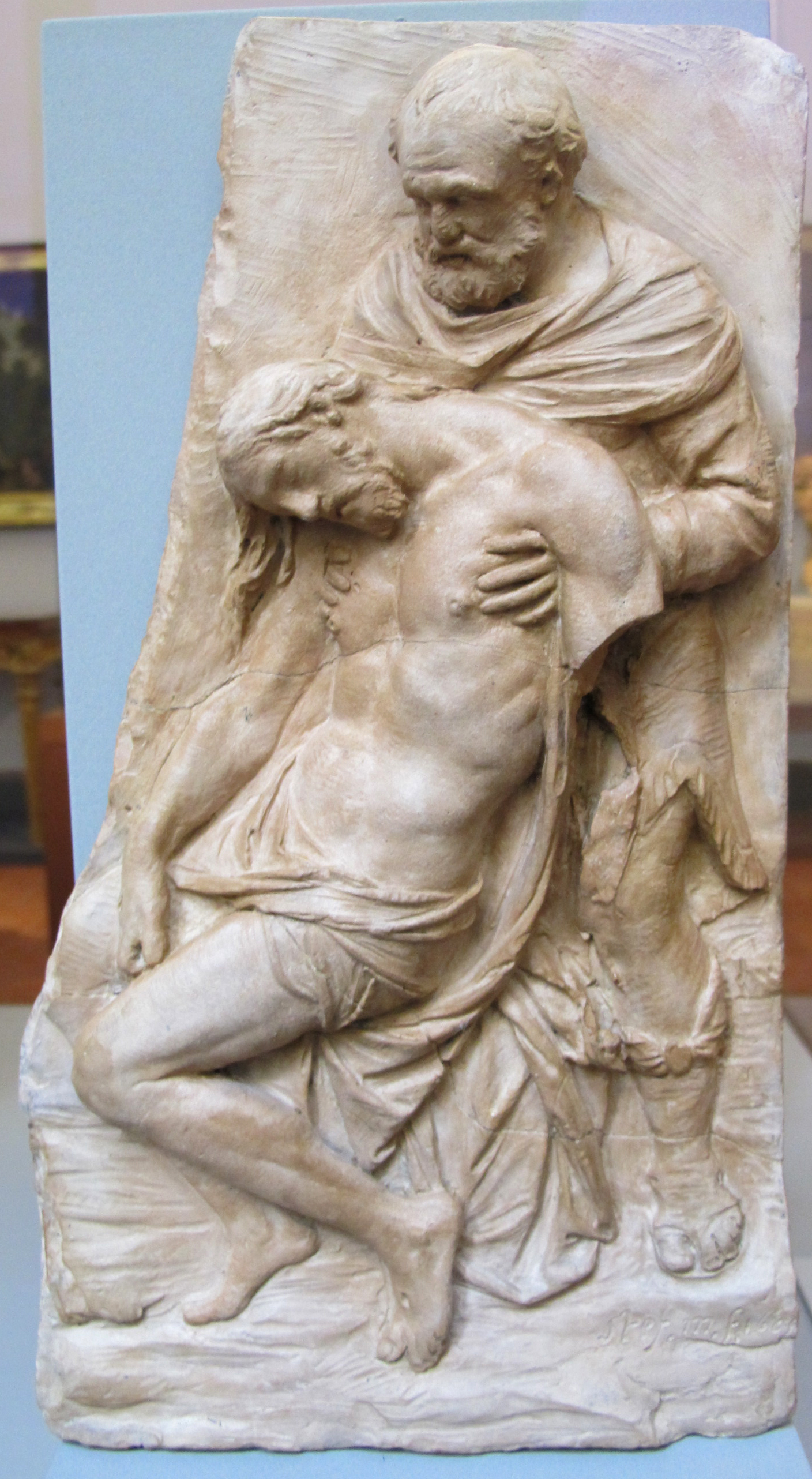
Пиета. 1605. Терракота. Музей Боде, Берлин
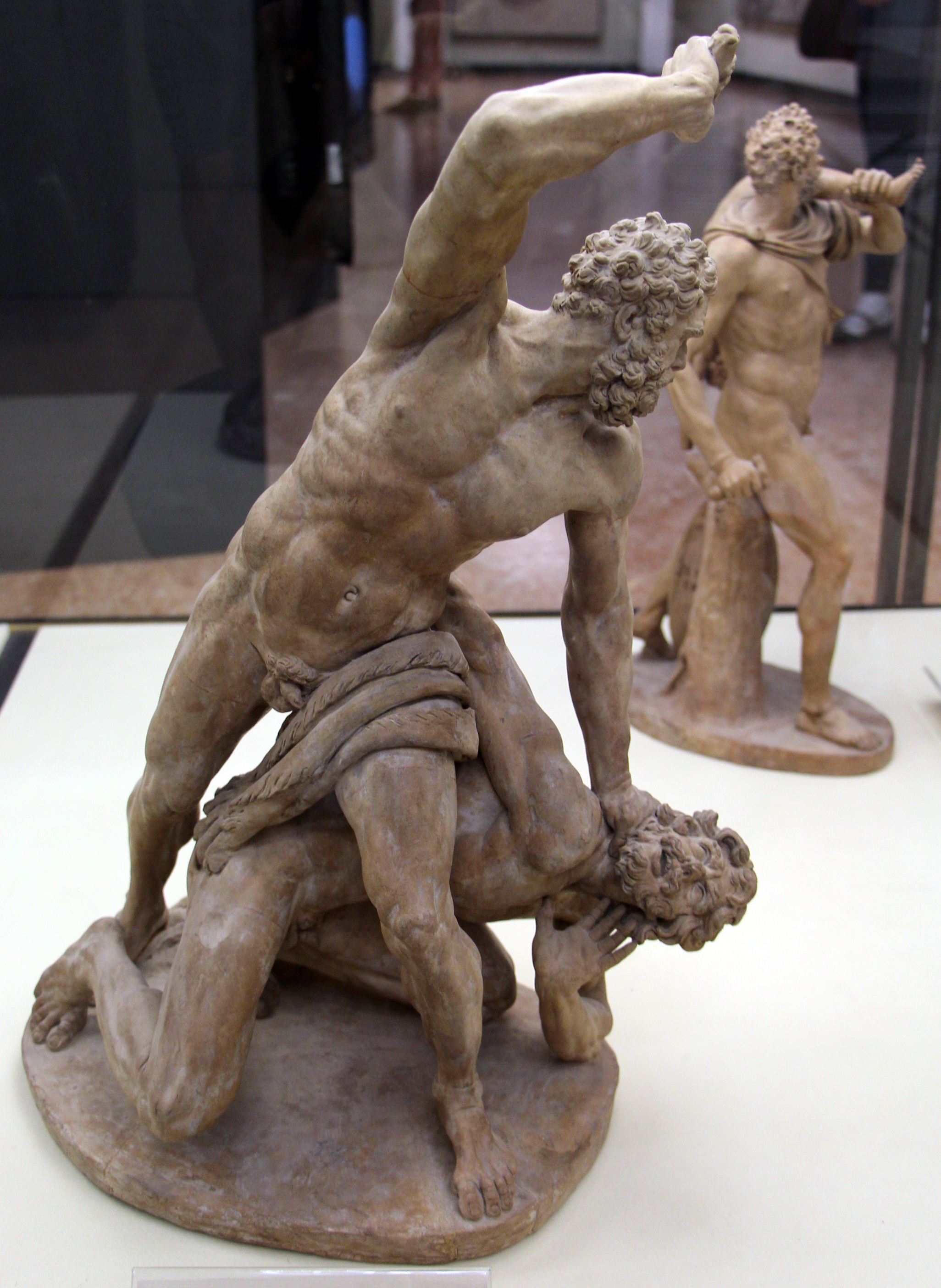
Геркулес и Какус. 1622. Терракота. Галерея Ка-д’Оро, Венеция
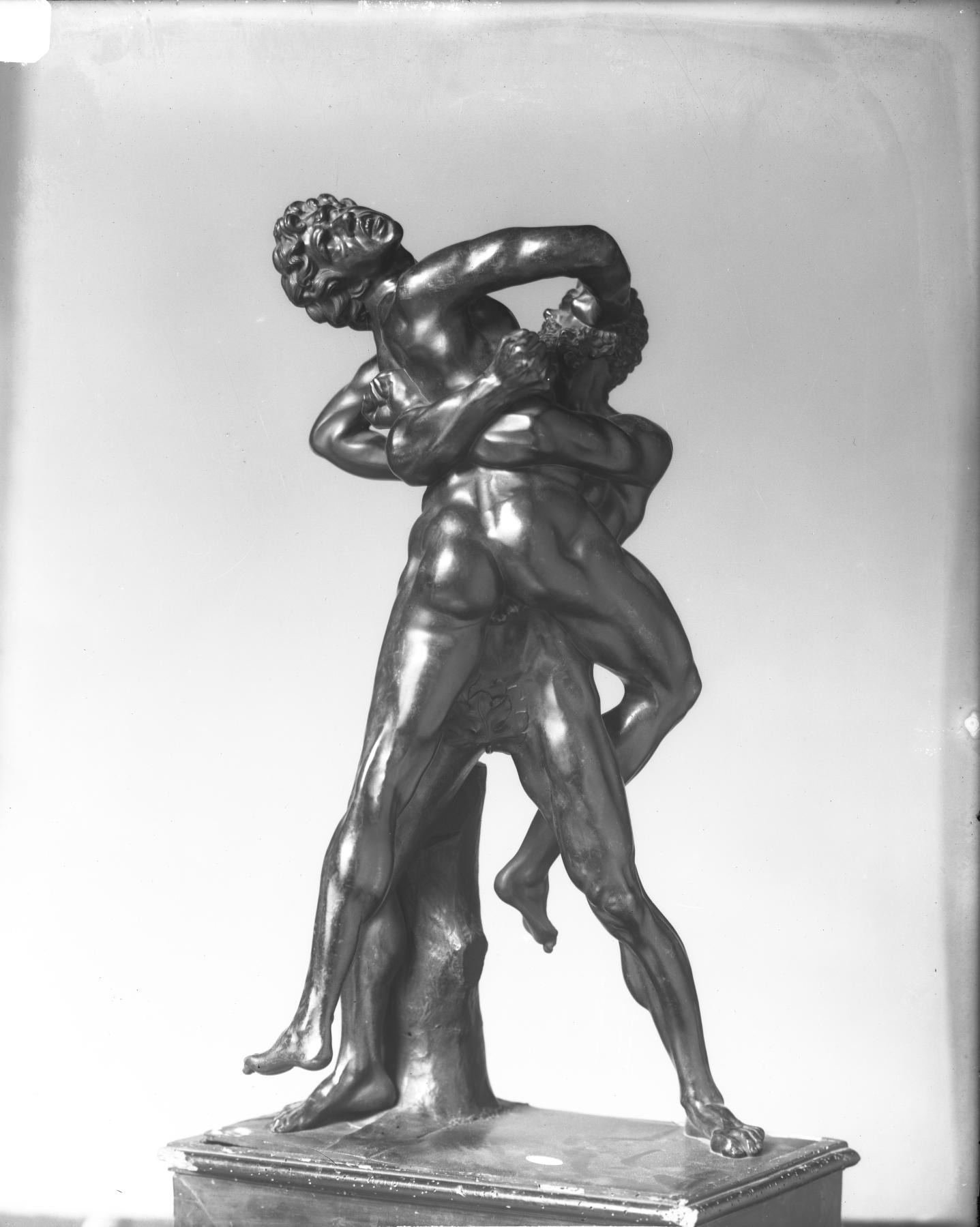
Геркулес и Антей. 1622—1625. Бронза. Художественный музей Уолтерс, Балтимор, США
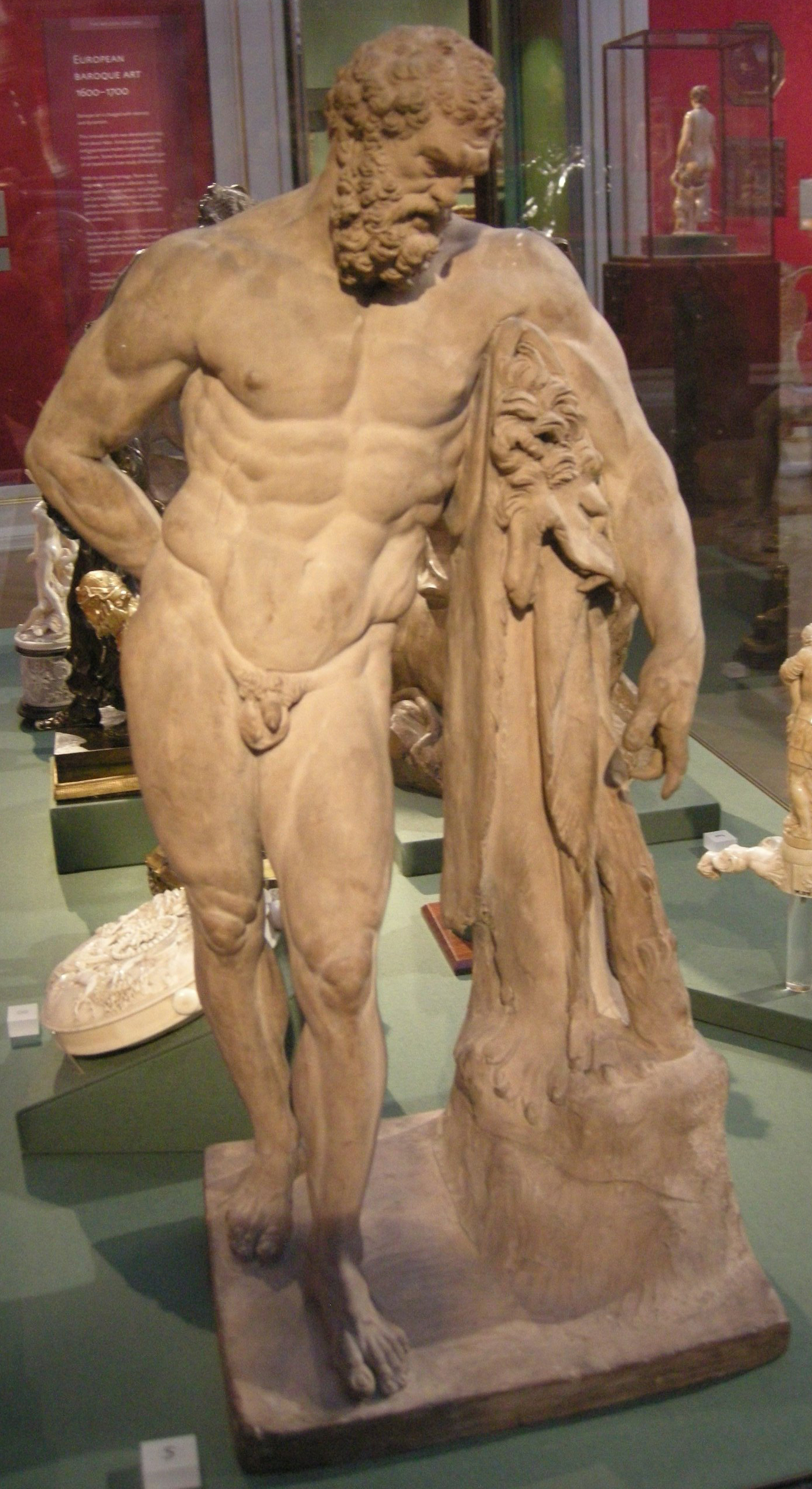
Геркулес Фарнезе. 1605. Терракота. Эрмитаж, Санкт-Петербург